# Хамуро Тецуо
Хамуро Тецуо (7 вересня 1917 — 30 жовтня 2005) — японський плавець.
Олімпійський чемпіон 1936 року.